# Bifrenaria leucorhoda
Bifrenaria leucorhoda Rchb.f. (1859), es una especie de orquídea epífita originaria de Brasil.

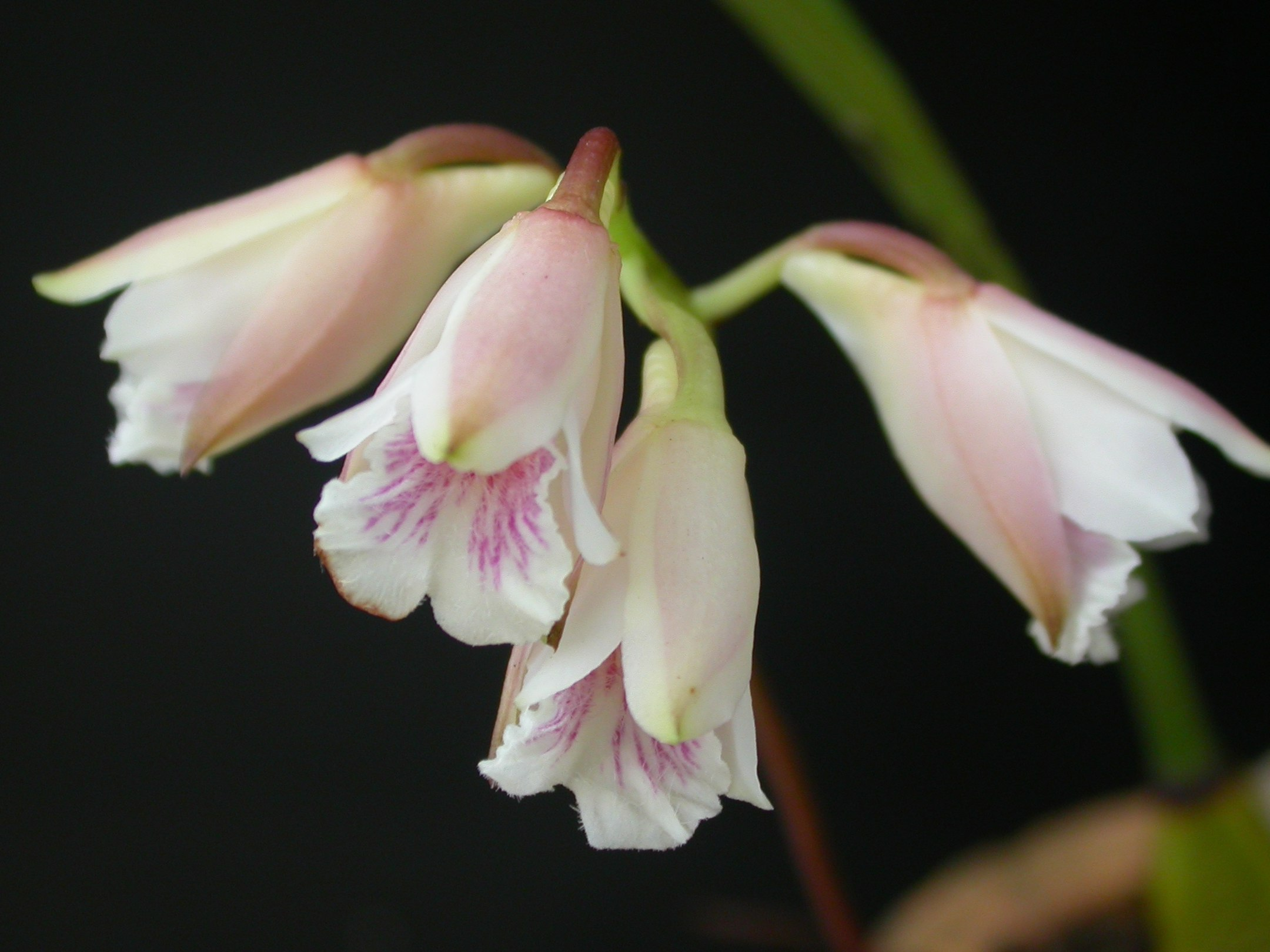
Detalle de la flor

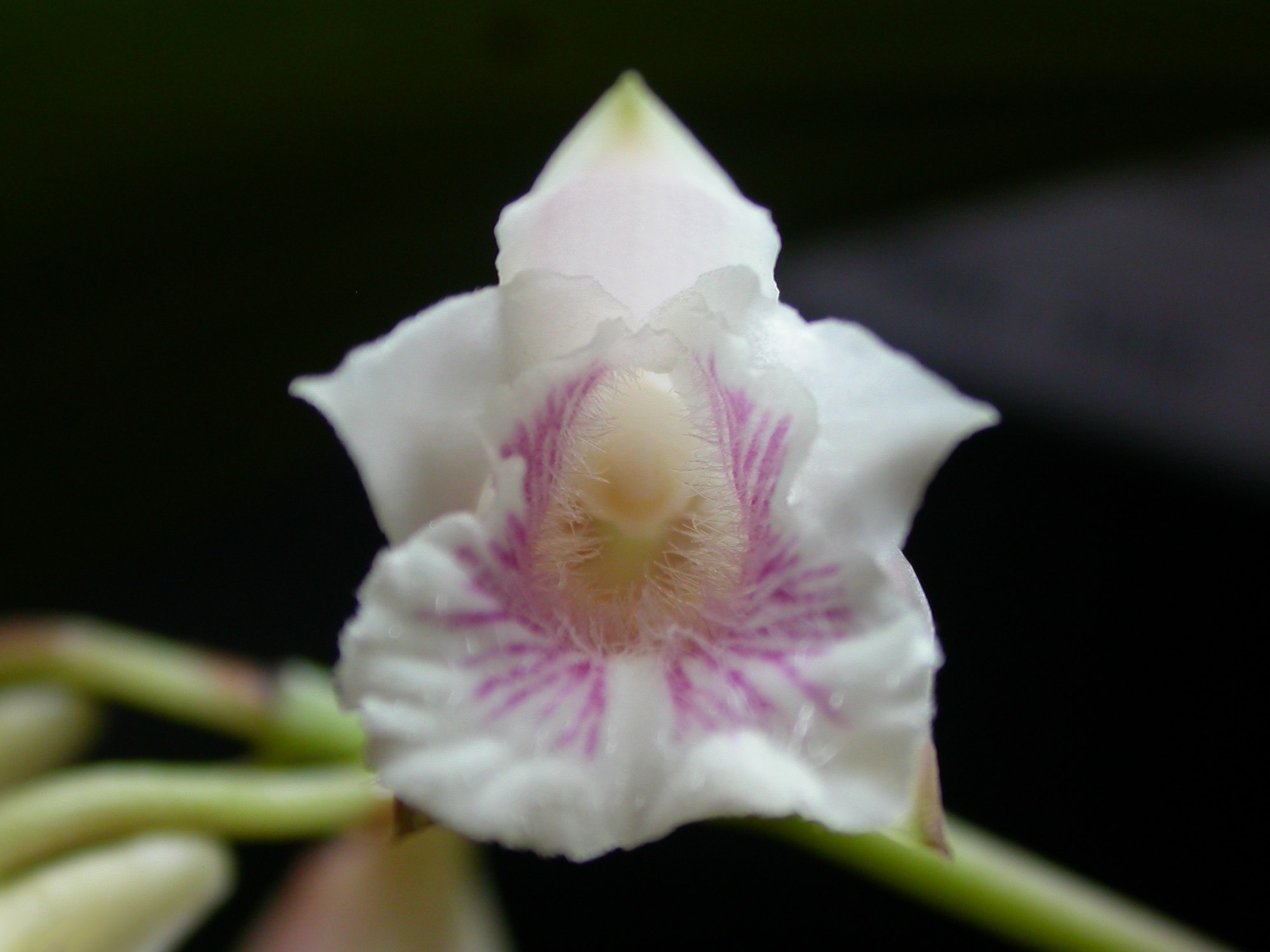
Detalle de la flor

## Características
Es una especie herbácea de pequeño tamaño, que prefiere clima cálido a fresco, es epífita con pseudobulbo cónico con cuatro caras y una sola hoja apical de color verde oscuro, elongada-elíptica, acuminada. Florece en una inflorescencia erecta que alcanza los 30 cm de largo, en forma de racimo con 5 a 8 flores,  ceráceas, fragantes o no, de larga vida y se producen a finales del verano y el otoño en su hábitat de Brasil.

## Distribución y hábitat
Se encuentra en  los estados del sureste de Brasil, donde habita en los bosques húmedos y en los bosques lluviosos de montaña en alturas  de 50 a 1000 metros.

## Taxonomía
Pertenece al grupo de Bifrenarias pequeñas, a veces  clasificados en la sección Adipe o Stenocoryne.  Puede ser fácilmente reconocida por su color blanco con vetas de color rosa en el centro radial de labio, es la especie más grande entre las pequeñas y también tiene la inflorescencia más larga.
Bifrenaria leucorhoda fue descrita por Heinrich Gustav Reichenbach y publicado en Hamburger Garten- und Blumenzeitung 15: 54. 1859.
Etimología
Bifrenaria: nombre genérico que deriva de las palabras griegas: bi (dos); frenum freno o tira. Aludiendo a los dos tallos parecidos a tiras, estipes que unen los polinios y el viscídium. Esta característica las distingue del género Maxillaria.

leucorhoda: epíteto latino que significa "blanco y rojo".
Sinonimia
- Adipe leucorhoda (Rchb.f.) M.Wolfe 1990;
- Bifrenaria vitellina var. leucorrhoda Rchb. f. 1855;
- Stenocoryne leucorrhoda (Rchb. f.) Kraenzl. 1859;
- Stenocoryne leucorrhoda var macaheensis Brade 1943;[1][7][8]